# Недялков, Владимир Петрович
Влади́мир Петро́вич Недя́лков (имя до 1962 года — Рево́льт; 4 января 1928, Одесса — 21 июля 2009, Санкт-Петербург) — советский и российский лингвист. Доктор филологических наук, профессор, главный научный сотрудник Института лингвистических исследований РАН.

## Биография
Родился в семье кадрового офицера. Позже проживал по месту службы отца в городах Сумы, Тбилиси, Кировабад (Гянджа), Цайц (Zeitz, ФРГ). Учился в специальной артиллерийской школе (Ереван) и в строительном техникуме (Тбилиси). В 1946 году поступил в 1-й Московский институт иностранных языков им. М. Тореза (ныне Московский государственный лингвистический университет) на факультет немецкого языка. Окончил вуз в 1950 году, после чего преподавал немецкий язык в Ставропольском, а затем в Пятигорском институтах иностранных языков, а также в начальной школе. В 1959 году поступил в аспирантуру при кафедре немецкой филологии Ленинградского государственного педагогического института им. А. И. Герцена (научный руководитель проф. В. Г. Адмони). В 1961 году защитил кандидатскую диссертацию «Смысловые ряды немецких глаголов с компонентами aus-, heraus-, hinaus-» и в том же году был принят на работу младшим научным сотрудником в Ленинградское отделение Института языкознания АН СССР (ныне Институт лингвистических исследований РАН), в Группу структурно-типологического изучения языков (основатель и руководитель проф. А. А. Холодович), где и работал в Лаборатории лингвистической типологии (известной среди лингвистов как «Ленинградская/Петербургская типологическая школа») вплоть до 2009 года. В 1971 году защитил докторскую диссертацию по книге «Каузативные конструкции в немецком языке. Аналитический каузатив» (Л.: Наука, 1971). В 1976 году эта книга вышла в немецком переводе в ФРГ (Kausativkonstruktionen [Studien zur deutschen Grammatik, Bd. 4], Tübingen: Günter Narr Verlag).
Учителем В. П. был профессор Игорь Евгеньевич Аничков (1897—1978), лингвист и богослов, с которым В. П. работал в Ставропольском институте иностранных языков в 1950—1953 году (см. работы под номером 134, 142 и 156).
В. П. Недялков — автор около 140 опубликованных работ по немецкому, чукотскому, нивхскому и другим языкам, а также по лингвистической типологии и методике преподавания иностранных языков в средней школе. В 1988 году в ФРГ издана монография (в соавторстве с В. П. Литвиновым) «Resultativkonstruktionen im Deutschen» [Studien zur deutschen Grammatik. Bd. 36] (Tübingen: Günter Narr Verlag). Выполненная под руководством В. П. Недялкова коллективная монография «Типология результативных конструкций (результатив, статив, пассив, перфект)» (Л.: Наука, 1983.) вышла в английском переводе (расширенном и дополненном 6 новыми главами) в 1988 году (Typology of Resultative Constructions. Amsterdam/Philadelphia: Benjamins).
Среди нелингвистических интересов учёного заслуживает упоминания история России. В. П. Недялков был членом Синклита «Всероссийской партии монархического центра» (православная партия непарламентского типа, в выборах не участвует) и участником «Русского имперского движения».
Сын — лингвист И. В. Недялков (1951—2021), автор работ по тунгусо-маньчжурским языкам (некоторые из них выполнены в соавторстве с отцом); дочь Анна (замужем за химиком А. П. Савицким).

## Научная деятельность

### Германистика
Первые научные работы Недялкова касались преподавания немецкого языка в начальной школе (см. работы под номерами 1, 2, 8, 10, 13 в Списке трудов ниже). Далее последовали работы по глагольным приставкам в немецком языке и смежным темам (см. 3-7, 9, 11, 49, 63, 90 работы в списке). Всего по германистике им опубликовано около 30 работ (помимо названных, также работы под номерами 14, 17, 19, 20, 27-31, 44-46, 75, 78, 88, 118, 144).

### Языки мира
После того как В. П. Недялков был принят в группу А. А. Холодовича, он расширил круг своих научных интересов как в плане исследуемых языков, так и в плане проблематики. В сфере его научных интересов оказались
- прежде всего
  - палеоазиатские языки -
    - чукотский (см. работы под номерами 21, 26, 37, 47, 55, 57, 60, 61, 63, 66, 68, 74, 79, 80, 82, 85, 89, 93, 96, 107, 119, 123, 127, 143 = 24 работы)
    - и нивхский (работы под номерами 25, 36, 40, 52, 64, 71, 84, 104 = 8 работ)

  - и эвенкийский (работы 86, 120) -
- и ряд других языков:
  - грузинский (работы 35, 48).
  - абхазский (работа под номером 34),
  - индонезийский (см. 110 в Списке).
  - карачаево-балкарский (102, 106, 122, 149),
  - литовский (работы 87, 99, 131).

### Типология
На первый план выходит типологическая проблематика, которой посвящено около 50 работ Списка (12, 15, 16, 18, 22, 23, 32, 33, 38, 39, 41, 42, 53, 54, 56, 58, 62, 65, 67, 69, 70, 72, 73, 76, 77, 83, 91, 94, 95, 97, 98, 100, 101, 103, 105, 113, 124—126, 128—130, 132, 133, 135, 136, 140, 145—148).
Работы В. П. охватывают следующие темы, большей частью рассматриваемые под типологическим углом:
- 1) каузативные конструкции в различных языках (12, 15, 16, 17, 18, 20, 22, 23, 24, 27, 28, 29, 30, 31, 32=51, 33=50, 34, 36=138, 37, 38, 43, 44, 45, 46=59, 48, 132, 139);
- 2) эргативные конструкции, антипассив (26, 61, 66, 82, 107);
- 3) иконизм в глагольном словообразовании (22, 61, 66, 82, 107); впервые исследованы проблемы иконизма в этой области — зависимость направления формальной деривации от конкретной семантической оппозиции;
- 4) рефлексивные конструкции (56, 58, 62, 65, 70, 71, 98, 99, 131);
- 5) инкорпорация (60, 79); им впервые была открыта и описана инкорпорация подлежащего в чукотском;
- 6) результативные конструкции (69, 75, 76, 77, 78, 81, 83, 84, 85, 86, 87, 88, 91, 92, 145);
- 7) конструкции с предикатными актантами (72, 73, 83, 89, 96);
- 8) начинательность (94, 97, 100, 103, 148);
- 9) деепричастия (101, 102, 104, 105, 122, 125=136=141);
- 10) вид, время, модальность (93, 106, 120=135=137, 123, 127, 143);
- 11) реципрокальные конструкции (126, 128—130, 144—146, 149).
- 12) таксис.

В 2007 году В. П. завершил многолетнюю работу в качестве научного руководителя и редактора над коллективной монографией «Типология реципрокальных конструкций» (на англ. яз., объём более 100 авт.л.), в которую вошло 43 статьи по реципрокальным конструкциям в конкретных языках, предваряемые теоретической статьей «Типология реципроков. Типологическая анкета», автором которой он является. В монографии участвовали специалисты по различным языкам (напр., индоевропейским, мундари, австралийским, индейским языкам Америки, австронезийским, палеоазиатским, китайскому, японскому и др.) как из России, так и других стран, в том числе Франции, Германии, Японии, Новой Зеландии, Голландии, Бразилии, и др. В. П. является автором или соавтором 12-и глав по реципрокам в конкретных языках (тюркские, тунгусские, монгольский и бурятский, немецкий, нивхский, чукотский, айнский, японский, и др.).

## Научно-организационная работа
В. П. Недялков состоял членом редколлегии или редакционного совета следующих периодических изданий:
- 1) Вопросы языкознания (1988—1993);
- 2) Studien zur deutschen Grammatik (Tübingen; с 1992 г.);
- 3) «The London Oriental and African Language Library» (Amsterdam-Philadelphia, с 1994 г.);
- 4) Studies in Language (Amsterdam-Philadelphia, с 1993 г.);
- 5) Languages of the World (LINCOM Europa, München, с 1993 г.).

Читал лекции по типологии и немецкому синтаксису в университетах ФРГ (Ольденбург, Кёльн, Бонн, Бремен, Билефельд, Фрейбург, Берлин; октябрь 1990 г.). Участвовал в ряде научных конференций, в том числе в Москве, Петербурге, Новосибирске, а также в Таллине, Кёльне, Бухаресте, Болонье, Витории, Кобе, Цукубе, и др. В 1995—1999 гг. состоял членом Исполнительного комитета Лингвистического Общества Европы (Societas Linguistica Europa). В 1990—1994 гг. был членом Научного Констультативного Совета «Евротип» («Типология языков Европы») в рамках Европейского Научного Общества (Страсбург).
Подготовил 13 кандидатов филологических наук:
- Н. Эльмурадов (Карши, Узбекистан) 1976. «Пассив и статив в немецкой прямой речи»;
- В. Д. Калиущенко (Донецк), 1979. «Немецкие отсубстантивные глаголы»;
- Л. И. Иванова (Стаханов) 1981. «Немецкие конструкции типа das laeßt sich machen (в сравнительном рассмотрении)»;
- Г. Краусе и Эспиноса (Мексика) 1982. «Языковая ситуация в Мексике в свете опыта СССР по языковому строительству».
- Е. А. Пименов (Кемерово). 1983. «Транзитивация немецких глаголов приставками»;
- И. А. Петунина (С.Петербург) 1983. «Результатив и статив в английском языке (конструкции типа to be + причастие II)»;
- Ю. П. Князев (Новгород). «Акциональное и статальное значения конструкций с причастиями на -н, -т» 1986.
- О. Д. Михайловский (Донецк). 1983. «Немецкие бесподлежащные пассивные конструкции»;
- Н. С. Рахимова (Ташкент). 1984. «Конструкции с объектным инфинитивом в немецком языке»;
- Р. Т. Саттаров (Самарканд). 1984. «Соотношение атрибутивной и предикативной конструкций с причастием II в немецком языке»;
- Ш. Р. Басыров (Донецк). 1988. «Немецкие рефлексивные глаголы»;
- М. А. Никитина 1989. «Конструкции с предлогом zu в немецком языке»;
- Е. П. Завражина (С. Петербург) 1989. «Пассивные конструкции с агентивным дополнением в английском языке».

Так же подготовил трех докторантов: Э. Ш. Генюшене («Рефлексивные глаголы в балтийских языках и типология рефлексивных конструкций», Вильнюс, 1983); В. Д. Калиущенко («Словообразование „имя — глагол“ (типология отыменных глаголов)», Донецк, 1988), Е. А. Пименов («Типология транзитивированных глаголов», Кемерово, 1995).

## Основные работы

### Статьи и книги
СПИСОК опубликованных научных трудов В. П. Недялкова (дан в сокращении, поэтому номера идут не подряд)
- 9. Смысловые ряды немецких глаголов с компонентами aus-, heraus-, hinaus-". Автореферат дисс. … канд. филол. наук. Л., 1961, 20 стр.
- 11. «Несколько замечаний о структуре немецкого глагола». — В кн.: В. М. Жирмунский, О. П. Суник (ред.). Морфологическая структура слова в языках различных типов. М.-Л.: Наука, 1963, 274—278.
- 13. (Соавтор: Горелов И. Н.). Обучение немецкому языку устным активным методом на начальной стадии. Из опыта работы учителей. Сб. статей. М.: Просвещение, 1964, 131 стр.
- 15. «О связи каузативности и пассивности». — Ю. М. Скребнев и др. (ред.). Уч. зап. Башкирского ун-та. Вып. XXI, Сер. филол. наук. № 9 (13), Уфа: Башкирское кн. изд-во, 1964 (Вопросы общего и романо-германского языкознания), 301—310.
- 16. (Соавторы: Никитина Т. Н., Храковский В. С.). «О типологии побудительных конструкций». — В кн.: Л. В. Никольский и др. (ред.). Лингвистическая типология и восточные языки. Материалы совещания. М.: Наука, 1965, 217—228.
- 18. (Соавтор: Никитина Т. Н.). «О признаках аналитичности и служебности (на материале каузативных конструкций)». — В кн.: В. М. Жирмунский, О. П. Суник (ред.). Аналитические конструкции в языках различных типов. М.: Наука, 1965, 170—193.
- 19. «Из истории французских и латинских заимствований в немецком языке (глаголы на -ieren)». — В кн.: М. А. Бородина, М. С. Гурычева (ред.). Методы сравнительно-сопоставительного изучения современных романских языков. М.: Наука, 1966, 343—352.
- 21. (Соавтор: Инэнликей П.). «Лабильные („переходно-непереходные“) глаголы в чукотском языке». — В кн.: Л. И. Ройзензон и др. (ред.). Материалы всесоюзной конференции по общему языкознанию «Основные проблемы эволюции языка». 9-16 сентября 1966 г., Ч. 2. Самаркандский гос. ун-т им. А. Навои. Самарканд: Фан, 1966, 323—327.
- 24. «Немецкая каузативная конструкция типа jmdn. zum Lachen bringen». — В сб.: З. Н. Левит и др. (ред.). Проблемы лексикологии и грамматики (материалы симпозиума «Аналитические конструкции в лексике»). Вып. II. Минский ГПИИЯ. Минск, 1967, 112—124.
- 26. (Соавтор: Инэнликей П. И.) «Из наблюдений над эргативной конструкцией в чукотском языке». — В кн.: В. М. Жирмунский (ред.). Эргативная конструкция предложения в языках различных типов (Исследования и материалы). Л.: Наука, 1967, 246—260.
- 27. «Характеристика немецкой каузативной конструкции типа er gдb ihr etwas zu trinken / zu verstehen». — В сб.: В. Н. Кокла и др. (ред.). Материалы межвузовской научной конференции по вопросам романо-германского языкознания. 27-29 июня 1967 г. Пятигорский ГПИИЯ. Пятигорск, 1967, 106—109.
- 28. «К методике изучения синтагматических подклассов глаголов (на материале немецких каузативных глаголов типа befehlen и zwingen)». — Уч. зап. Горьковского ГПИИЯ. Горький, 1967, 165—179.
- 30. «Устойчивые сочетания с глаголом lassen в немецком языке». — В сб.: Ю. Ю. Авалиани и др. (ред.). Материалы XXV научной конференции профессорско-преподавательского состава СамГУ им. А. Навои (20-25 марта 1968 г.). Самарканд, 1968, 28-34.
- 31. «Устойчивые сочетания с глаголом geben в немецком языке». — Там же. стр. 17-21.
- 32. (Соавтор: Сильницкий Г. Г.). «Типология каузативных конструкций». — В кн.: А. А. Холодович (ред.). Типология каузативных конструкций. Морфологический каузатив. Л.: Наука, 1969, 5-19.
- 33. (Соавтор: Сильницкий Г. Г.). «Типология морфологического и лексического каузативов». — В кн.: А. А. Холодович (ред.). Типология каузативных конструкций. Морфологический каузатив. Л.: Наука, 1969, 20-50.
- 34. (Соавтор: Гецадзе И. О.). «Морфологический каузатив в абхазском языке». — Там же, с. 61-77.
- 35. (Соавторы: Гецадзе И. О., Холодович А. А.). «Морфологический каузатив в грузинском языке». — Там же, 131—152.
- 36. (Соавторы: Отаина Г. А., Холодович А. А.). «Морфологический и лексический каузативы в нивхском языке». — Там же, 179—199.
- 37. (Соавтор: Инэнликей П. И.). «Каузатив в чукотском языке». — Там же, 260—269.
- 38. «Заметки об универсалиях». — В сб.: Н. Раджапов (ред.). Труды Самаркандского гос. ун-та Новая серия. Вып. 169. Вопросы филологической науки. Самарканд, 1969, 20-32.
- 39. «Некоторые вероятностные универсалии в глагольном словообразовании». — В кн.: И. Ф. Вардуль (ред.). Языковые универсалии и лингвистическая типология. М.: Наука, 1969, 106—114.
- 40. (Соавтор: Отаина Г. А.) «Типы деривационных гнезд нивхских глаголов». — В сб.: Х Рятсеп и др. (ред.). Проблемы моделирования языка (Уч. зап. Тартуского гос. ун-та. Вып. 232). Тарту, 1969, 120—130.
- 41. «О связи смысловых и формальных оппозиций (к вопросу об универсалиях)». — In: A. Graur et al. (eds.). Actes du Xe congrиs international des linguistes. Bucarest, 28 аоыt — 2 septembre 1967. Vol. III. Bucarest, 1970, 593—597.
- 42. «On the typology of the polysemy of verbal affixes». — L. Dezső & P. Hajdú (eds.). Theoretical Problems of Typology and the Northern Eurasian Languages. Budapest: Akademiai Kiado. 1970, 95-97.
- 45. «О синонимии каузативных конструкций в немецком языке (sie zwangen ihn zum Schweigen /zu schweigen)». — В сб.: Л. С. Фридман и др. (ред.). Некоторые вопросы немецкой филологии. Пятигорск. 1971, 88-114.
- 46. Каузативные конструкции в немецком языке. аналитический каузатив. Л.: Наука, 1971. 178 стр.
- 47. (Соавтор: Инэнликей П. И.). «Глаголы чувства в чукотском языке». — В сб.: С. Д. Кацнельсон (ред.). Лингвистические исследования 1972, ч. I. М.: 1973, 175—203.
- 48. (Соавтор: Гецадзе И. О.). «Конструкции с объектным масдаром в грузинском языке». — Там же, 223—242.
- 49. «К теории немецкого приставочного глагольного словообразования». — Лингвистические исследования 1972, ч. II. М. 1973, 165—174.
- 50. (Соавтор: Silnitsky G.G.) «The typology of morphological and lexical causatives». F. Kiefer (ed.). Trends in Soviet Theoretical Linguistics. Dordrecht-Holland: Reidel, 1973 [Foundations of Language. Supplem. Series; vol. 18], 1-32 (перевод № 33).
- 51. (Соавтор: Sil’nitskij G.G.). «Typologie der kausativen Konstruktionen» — Folia Linguistica, 1973, T. VI. No. 3/4, 273—290 (перевод работы № 32).
- 52. (Соавторы: Отаина Г. А., Холодович A.A.). «Диатезы и залоги в нивхском языке». — А. А. Холодович (ред.). Типология пассивных конструкций. Диатезы и залоги. Л.: Наука, 1974, 232—251.
- 54. (Соавторы: Kholodovich A.A., Khrakovskij V.S., «Diatheses and Voice». — L. Heilmann (ed.). Proceedings of the Eleventh International Congress of Linguists. Bologna- Florence, Aug. 28 — Sept. 2, 1972. Vol. I. Bologna, Il Mulino. 1974, 631—635.
- 55. Подлежащее и прямое дополнение, обозначающие семантически необязательные актанты" — В сб.: Ю. А. Левицкий (ред.). Материалы семинара по теоретическим проблемам синтаксиса. Ч. II. Пермь, 1975, 259—264.
- 56. «Типология рецессивных конструкций. Рефлексивные конструкции». — Диатезы и залоги. Тез. конференции «Структурно-типологические методы в синтаксисе разносистемных языков» (21-23 октября 1975 г.). ЛО Ин-та языкознания. Л., 1975, 21-33.
- 57. «Diathesen und Satzstruktur im Tschuktschischen». — Hrsg. von R. Lötsch und R. Růžička. Satzstruktur und Genus Verbi. Berlin: Akademie Verlag, 1976 [Studia grammatica; XIII], 181—211 (перевод работы № 46).
- 58. «Типология деагентивных рефлексивных конструкций». — Проблемы синтаксической семантики. Материалы научной конференции. 1-й МГПИИЯ им. М. Тореза. М., 1976, 171—173.
- 59. Kauzativkonstruktionen / Aus dem Russischen übersetzt von V. Kuchler und H. Vater. Tübingen: Narr. 1976, [Studien zur deutschen Grammatik; Bd. 4]. 260 SS. (перевод работы № 46).
- 60. «Посессивность и инкорпорация в чукотском языке (инкорпорация подлежащего)». — В кн.: В. С. Храковский (ред.). Проблемы лингвистической типологии и структуры языка. Л.: Наука. 1977, 108—138.
- 62. «Заметки по типологии рефлексивных деагентивных конструкций (опыт исчисления)». — В кн.: В. С. Храковский (ред.). Проблемы теории грамматического залога. Л.: Наука. 1978, 28-37.
- 63. «Из наблюдений над соотносительными немецкими приставочными глаголами». — В сб.: М. М. Нушаров и др. (ред.). Вопросы общего языкознания и структурно-типологического исследования языков. Самарканд: СамГУ. 1978 (Труды СамГУ. Новая серия. Вып.349), 65-73.
- 64. (Соавтор: Отаина Г. А.) «Стативы от интранзитивов в нивхском языке». — В сб.: Л. И. Сем и др. (ред.). Культура народов Дальнего Востока СССР (XIX—XX вв.). Владивосток: Дальневосточный научный центр. 1978, 134—141.
- 66. «Degrees of Ergativity in Chukchi». — F.Plank (ed.). Ergativty: Towards a Therory of Grammatical Relations. London, etc.: Academic Press. 1979, 241—262.
- 67. «Заметки по типологии двупредикатных конструкций. Опыт исчисления». — В сб.: И. П. Сусов и др. (ред.). Значение и смысл речевых образований. Межвузовский тематический сборник. Калинин: Калининский гос. ун-т. 1979, 35-47.
- 68. «Чукотский антипассив и вторичная транзитивация». — В сб.: Г. К. Широков и др. (ред.). Х1У Тихоокеанский научный конгресс. Август 1979 г. Хабаровск. Комитет L. Секция «Этнокультурные проблемы изучения народов Тихоокеанского региона». Языки бассейна Тихого океана. Тез. докл. М., 1979, 266—268.
- 69. «Заметки по типологии результативных конструкций (перфектив, результатив, перфект, статив)». — В сб.: И. П. Сусов (ред.). Коммуникативно-прагматические и семантические свойства речевых единств. Межвузовский тематический сборник. Калинин: Калининский гос. ун-т. 1980, 143—151.
- 70. «Reflexive constructions: a functional typology». — Hrsg. von G. Brettsschneider und C. Lehmann. Wege zur Universalienforschung (Festschrift für H. Seiler). Tübingen: Narr [Tübinger Beitrage zur Linguistik; 145]. 1980, 222—228.
- 71. (Соавтор: Отаина Г. А.). «Нивхские рефлексивные глаголы и типология смысловых рефлексивов». — В кн.: В. С. Храковский (ред.). Залоговые конструкции в разноструктурных языках. Л.: Наука. 1981, 185—220.
- 72. «О типологии конструкций с предикатным актантом». — Семантика и синтаксис конструкций с предикатными актантами. Материалы Всесоюзной конференции «Типологические методы в синтаксисе разносистемных языков». 14-16 апреля 1981 г. ЛО языкознания АН СССР, Л., 1981, 24-40.
- 73. «Типология двупредикатных конструкций (исчисление и материалы для анкеты)» — Studia gramatyczne, IV. Wrocław, etc. [Prace Institutu języka polskiego 38]. 1981, 83-106.
- 74. (Соавтор: Инэнликей П. И.). «О связях посессивного, „компаративного“, каузативного и аффективного значений глагола (на материале конструкций с глаголом лын(ык в чукотском языке)». — В кн.: Убрятова Е. И. и др. (ред.). Языки и фольклор народов Севера. Новосибирск: Наука. 1981, 133—146.
- 75. «К типологии соотношения результатива и пассива: на метериале немецкого языка». — В сб.: И. П. Сусов и др. (ред.). Семантика и прагматика синтаксических единств. Межвузовский тематический сборник. Калинин: Калининский гос. ун-т. 1981, 27-40.
- 78. «Субъектный результатив и перфект в немецком языке (статив от интранзитивов)». — В кн.: С. Д. Кацнельсон (ред.). Лингвистические исследования 1981. Грамматическая и лексическая семантика. Ин-т языкознания АН СССР. Москва. 1981, 153—162.
- 79. «Чукотские глаголы с инкорпорированным подлежащим (типа: (эгны ы(лы-мле-гъи ‘с горы обвалился снег(, букв. ‘гора снего-обвалилась()». В кн.: С. Д. Кацнельсон и др. (ред.). Категория субъекта и объекта в языках различных типов. Ленинград: Наука. 1982, 135—153.
- 80. «Чукотский язык». — В кн.: В. Б. Касевич, С. Е. Яхонтов (ред.). Квантитативная типология языков Азии и Африки. Л., 1982, 217—228.
- 81. (Соавторы: Князев Ю. П., Петунина И. А.). «Русский результатив в сопоставлении с немецким и английским». — В кн.: И. П. Сусов и др. (ред.). Синтаксическая семантика и прагматика. Калинин: Калининский гос. ун-т. 1982, 65-75.
- 82. «Эргативность и номинативность в чукотском глагольном согласовании». — В кн.: В. М. Солнцев и др. (ред.). Теоретические проблемы восточного языкознания. Ч. 2. М.: Наука. 1982, 99-106.
- 83. (Соавтор: Яхонтов С. Е.). «Типология результативных конструкций». — В кн.: В. П. Недялков (ред.). Типология результативных конструкций (результатив, статив, пассив, перфект). Л.: Наука. 1983, 5-41.
- 84. (Соавтор: Отаина Г. А.). «Результатив и континуатив в нивхском языке». — В кн.: В. П. Недялков (ред.). Типология результативных конструкций (результатив, статив, пассив, перфект). Л.: Наука. 1983, с. 80-89.
- 85. (Соавторы: Инэнликей П. И., Рахтилин В. Г.). «Результатив и перфект в чукотском языке». — В кн.: В. П. Недялков (ред.). Типология результативных конструкций (результатив, статив, пассив, перфект). Л.: Наука. 1983, 101—109.
- 86. (Соавтор: Недялков И. Г.). «Статив, результатив, пассив и перфект в эвенкийском языке». — В кн.: В. П. Недялков (ред.). Типология результативных конструкций (результатив, статив, пассив, перфект). Л.: Наука. 1983, 124—133.
- 87. (Соавтор: Генюшене Э. Ш.) «Результатив, пассив и перфект в литовском языке». — В кн.: В. П. Недялков (ред.). Типология результативных конструкций (результатив, статив, пассив, перфект). Л.: Наука. 1983, 160—166.
- 88. «Результатив, пассив и перфект в немецком языке». — Там же. 1983, 184—197.
- 89. (Соавторы: Инэнликей П. И., Рахтилин В. Г.). «Чукотские конструкции с субъектным инфинитивом». — В. кн.: В. С. Храковский (ред.). Категории глагола и структура предложения с предикатными актантами. Л.: Наука. 1983, 221—234.
- 90. "Заметки о немецких глаголах (тип Die Blumen haben schon ausgeblüht ‘Цветы уже отцвели’). — В кн.: В. В. Климов и др. (ред.). Способы действия германского глагола в синхронии и диахронии. Сб. научных трудов. Калинин: Калининский гос. ун-т. 1983, 59-70.
- 91. «Русский результатив (статив, статальный пассив): некоторые типологические параллели». — В кн.: И. П. Сусов и др. (ред.). Содержательные аспекты предложения и текста. Калинин. 1983, 83-92.
- 92. (Соавтор: Князев Ю. П.). «Контрастивное изучение результативов». — Н. Н. Холодов (ред.). Национальное и интернациональное в развитии языков. Депонировано в ИНИОН 1.08.83. № 13715-D83 [Иваново]. 1983, 2 стр.
- 93. (Соавторы: Инэнликей П. И., Недялков И. В., Рахтилин В. Г.). «Значение и употребление чукотских видо-временных форм». — В кн.: А. В. Бондарко (ред.). Теория грамматического значения и аспектологические исследования. Л.: Наука. 1984, 200—260.
- 94. «Заметки по типологии начинательных конструкций». — В сб.: И. П. Сусов и др. (ред.). Прагматика и семантика синтаксических единиц. Сб. научных трудов. Калинин: Калининский гос. ун-т. 1984, 46-54.
- 96. «Чукотские деагентивные конструкции с субъектным инфинитивом». — В кн.: В. С. Храковский (ред.). Типология конструкций в предикатными актантами. Л.: Наука. 1985, 82-90.
- 98. (Соавтор: Князев Ю. П.). «Рефлексивные конструкции в славянских языках». — В кн.: В. П. Недялков (ред.). Рефлексивные глаголы в индоевропейских языках. Сборник научных трудов. Калинин: Калининский гос. ун-т. 1985. 20-39.
- 99. (Соавтор: Генюшене Э. Ш.). «Рефлексивные конструкции в балтийских языках и типологическая анкета». — Там же. 1985, 3-19.
- 100. «Основные типы начинательных глаголов: инхоативы, ингрессивы, инцептивы». — В сб.: И.п. Сусов и др. (ред.). Языковое общение и его единицы. Межвузовский сборник научных трудов. Калинин: Калининский гос. ун-т. 1986, 124—134.
- 101. «Заметки по типологии зависимого таксиса». — В сб.: а. В. Бондарко и др. (ред.). Функционально-типологические проблемы грамматики. Тез. научно-практической конференции «Функциональное и типологическое направления в грамматике и их использование в преподавании теоретических дисциплин в вузе. Вологда: ЛО ИЯ АН СССР и Вологодский ГПИ. 1986, 93-94.
- 102. (Соавтор: Недялков И. В.). „Деепричастия в карачаево-балкарском языке“. — В кн.: Н. Д. Андреев и др. (ред.). Лингвистические исследования 1986. Социальное и системное на различных уровнях языка. Ин-т языкознания Ан СССР. М., 1986, 164—171.
- 103. „Начинательность и средства её выражения в языках различных типов“. — В кн.: А. В. Бондарко (ред.). Теория функциональной грамматики. Введение. Аспектуальность. Временная локализованность. Таксис. Л.: Наука. 1987, 180—195.
- 104. (Соавтор Г. А. Отаина) „Типологические и сопоставительные аспекты анализа зависимого таксиса (на материале нивхского языка в сопоставлении с русским)“. — Там же. 1987, 296—319;
- 105. (Соавтор: Nedyalkov I.V.). „On the typological characteristics of converbs“ — T. Help & S. Murumets (eds.). Symposium on language universals. Summaries. Tallinn: Academy of Sciences of the Estonian SSR. 1987, 75-79.
- 106. (Соавтор: Недялков И. В.). „Карачаево-балкарская глагольная форма на -б/-п … тур-а- со значениями настоящего и прошедшего времени (в сравнении с формами на -б тур-а- / тур-иб в узбекском языке)“. — В кн.: А. М. Мухин и др. (ред.). Лингвистические исследования 1987. Функционально-семантические аспекты грамматики. Ин-т языкознания АН СССР. М., 1987, 113—121.
- 107. (Соавтор: с Polinskaja M.S.). „Contrasting the absolutives in Chukchee. Syntax, semantics and pragmatics“. — R.M.V. Dixon (ed.). Studies in Ergativity (Lingua, vol. 71, no. 1-4). Amsterdam: North-Holland. 1987, 239—269.
- 108. „Preface“. — In: V.P. Nedjalkov (ed.). Typology of Resultative Constructions. Amsterdam/Philadelphia: Benjamins [Typological Studies in Language, vol. 12] 1988, xi-xiii.
- 109. (Соавтор: Jaxontov S.Je.). „The Typology of Resultative constructions“. — In: V.P. Nedjalkov (ed.). Typology of Resultative Constructions. Amsterdam/Philadelphia: Benjamins [Typological Studies in Language, vol. 12], 1988, 3-62 (перевод работы № 83).
- 110. (Соавторы: Agus Salim, Ogloblin А.K.). „Resultative, Passive and Neutral Verbs in Indonesian“ — In: V.P. Nedjalkov (ed.). Typology of Resultative Constructions. Amsterdam/Philadelphia: Benjamins [Typological Studies in Language, vol. 12]. 1988, 307—326.
- 111. (Соавтор: Geniušienė E.). „Resultative, Passive and Perfect in Lithuanian“. — In: V.P. Nedjalkov (ed.). Typology of Resultative Constructions. Amsterdam/Philadelphia: Benjamins [Typological Studies in Language, vol. 12]. 1988, 369—386 (перевод работы № 87)
- 112. „Comparison with Icelandic“ (Section 7 in: Berkov V.P. „Resultative, Passive and Perfect in Norwegian“). — In: V.P. Nedjalkov (ed.). Typology of Resultative Constructions. Amsterdam/Philadelphia: Benjamins [Typological Studies in Language, vol. 12]. 1988, 444—448.
- 113. „Typological appendix“ (Section 5 in: Plungian V.A. „Resultative and apparent evidential in Dogon“). — In: V.P. Nedjalkov (ed.). Typology of Resultative Constructions. Amsterdam/Philadelphia: Benjamins [Typological Studies in Language, vol. 12]. 1988, 491—493.
- 114. (Соавтор: Otaina G.A.). „Resultative and Continuative in Nivkh“. In: V.P. Nedjalkov (ed.). Typology of Resultative Constructions. Amsterdam/Philadelphia: Benjamins [Typological Studies in Language, vol. 12], 1988, 135—151 (перевод работы № 84).
- 115. (Соавторы: Inenlikej P.I., Raxtilin V.G.). „Resultative and Perfect in Chukchee“. — In: V.P. Nedjalkov (ed.). Typology of Resultative Constructions. Amsterdam/Philadelphia: Benjamins [Typological Studies in Language, vol. 12], 1988, 153—166 (перевод работы № 85)
- 116. (Соавтор: Nedjalkov I.V.). „Stative, Resultative, Passive and Perfect in Evenki“. — In: V.P. Nedjalkov (ed.). Typology of Resultative Constructions. Amsterdam/Philadelphia: Benjamins [Typological Studies in Language, vol. 12]. 1988, 241—257 (перевод работы № 86).
- 117. „Resultative, Passive and Perfect in German“. — In: V.P. Nedjalkov (ed.). Typology of Resultative Constructions. Amsterdam/Philadelphia: Benjamins [Typological Studies in Language, vol. 12], 1988, 411—432 (перевод работы № 88).
- 118. (Соавтор: Litvinov V.P.). Resultativkonstruktionen im Deutschen. Тьbingen: Narr. 1988 [Studien zur deutschen Grammatik; Bd. 34]. 230 SS.
- 119. (Соавторы: Kozinsky I.S., Polinskaja M.S.). „Antipassive in Chukchee: oblique object, object incorporation, zero object“. — M.Shibatani (ed.). Passive and Voice. Amsterdam/Philadelphia: Benjamins [Typological Studies in Language, vol. 16], 1988, 651—706.
- 120. (Соавтор: Nedjalkov I.V.). „Meanings of tense forms in Evenki (Tungus)“. — Lingua Posnaniensis, 1988, XXXI, 87-100.
- 122. (Соавтор: Недялков И. В.). „Нарративные деепричастия в карачаево-балкарском, монгольском, маньчжурском и нивхском языках“. — В сб.: В. В. Богданов и др. (ред.). Предложение и текст: семантика, прагматика и синтаксис». Межвузовский сборник. Л.: Изд-во ЛГУ. 1988, 137—142.
- 124. (Соавтор: Литвинов В. П.). «Диалог о лингвистической характерологии». — В сб.: В. П. Литвинов (ред.). Характерологические исследования по германским и романским языкам. Межвузовский сборник научных трудов. Пятигорск: Пятигорский ГПИИЯ. 1988, 3-26.
- 125. «Основные типы деепричастий». В кн.: В. С. Храковский (отв. ред.). Типология и грамматика. М.: Наука. 1990, 36-59
- 128. «Реципрок и смежные глагольные категории». — В сб.: Л. А. Бирюлин и др. (ред.). Категории грамматики в их системных связях (в теоретическом и лингводидактическом аспектах). Вологда: ЛО ИЯ АН СССР, Вологодский гос. пед. ин-т. 1991, 70-72.
- 130. «Типология взаимных конструкций». — В кн.: А. В. Бондарко (ред.). Теория функциональной грамматики. Персональность. Залоговость. С.Петербург: Наука, 1991, 276—312.
- 131. (Соавтор: Генюшене Э. Ш.). «Типология рефлексивных конструкций». — В кн.: А. В. Бондарко (ред.). Теория функциональной грамматики. Персональность. Залоговость. С.Петербург: Наука. 1991, 241—276.
- 132. (Соавтор: L.I. Kulikov). «Questionnaire zur Kausativierung». — Zeitschrift für Phonetik, Sprachwissenschaft und Kommunikationsforschung. Berlin, 1992, Bd. 45, Heft 2. 137—149.
- 133. (Соавтор: L.I. Kulikov). «Typologie der kausativen Konstruktionen: Probleme und Perspektiven (zu definitorischen und terminologischen Aspekten des Questionnaires zur Kausativierung)». Arbeiten des Кцlner Universalien-Projekts. 1992, No. 87, 39-58.
- 134. «История первой лингвистической работы И. Е. Аничкова». 1992, № 5, 136—140.
- 135. Tense-Aspect-Mood forms in Chukchee. // EUROTYP Working Papers, Series VI, 1993, No. 4, 99 pp.
- 136. «Some typological parameters of converbs». In: E. Кцnig & M. Haspelmath (eds.). Converbs. EUROTYP Working Papers. Series 5, No. 7, 1993, 40-57. (перевод работы под № 125).
- 137. «Tense-aspect-mood forms in Chukchi». Sprachtypologie und Universalienforschung. 47-4. 1994, 278—354 (перепечатка № 135).
- 138. (Соавторы: Otaina G.A., Xolodovich A.A. «Morphological and lexical causatives in Nivkh». In: D.C. Bennett, Th. Bynon & B.G. Hewitt (eds.). Subject, Voice and Ergativity. Selected Essays. London: University of London. School of Oriental and African Studies, 1995, 60-80 (перевод работы под № 36).
- 139. (Соавтор: Алпатов В. М. «Исаак Шаевич Козинский». Вопросы языкознания, 1995, № 1, 141—143.
- 140. (Соавтор: Litvinov V.P. «The St. Petersburg/Leningrad Typological Group». In: M. Shibatani & Th. Bynon (eds.). Approaches to Language Typology. Oxford: Clarendon Press. 1995, 215—271.
- 141. «Some typological parameters of converbs». In: M. Haspelmath & E. Кцnig (eds.). Converbs in cross-linguistic perspective: structure and meaning of adverbial verb forms — adverbial participle, gerund. Berlin, New York: Mouton de Gruyter [Empirical approaches to Language Typology, 13]. 1995. 97-136. [перепечатка работы № 136).
- 142. (Соавторы: Лихачев Д. С., Зилитинкевич С. С.). «И. Е. Аничков. Биографический очерк». В кн.: Аничков И. Е. Труды по языкознанию. С. Петербург: Наука. 1997, 5-48.
- 143. (Соавторы: Muravjeva I., Raxtilin V.) «Iterativity in Chukchi». In: V.S. Xrakovskij (ed.). Typology of Iterative Constructions. München: LINCOM Europa, 1997, 310—328.
- 144. «Заметки о немецких реципрокальных конструкциях». Язык и речевая деятельность. Том 3, часть 1. Изд-во С. Петербургского университета. 2000, № 3, 102—117.
- 145. «Типология способов выражения реципрокального значения». В кн.: Л. А. Кузьмин (ред.). Язык. Глагол. Предложение. К 70-летию Г. Г. Сильницкого. Смоленск. 2000, 14-37.
- 146. (Соавтор: E. Geniušienė). «Towards a typology of the polysemy of reciprocal markers». In: A. Barentsen & Ju.A. Pupynin (eds.). Functional Grammar: Aspect and Aspectuality. Tense and Temporality. Essays in Honour of Aleksandr Bondarko. München, Newcastle: LINCOM EUROPA. 2000, 51-65.
- 147. «Resultative constructions». In: M. Haspelmath, E. Кцnig, W. Oesterreicher, W. Raible (eds.). Language Typology and Language Universals. Vol. 2/2. Halbband/Tome 2, Berlin, New York: Walter de Gruyter, 2001, 928—240.
- 148. «Notes on the typology of principal types of inceptive predicates: three types of phasal inceptives (inchoatives, ingressives, initives); two non-phasal types (iteratives proper and adverbial iteratives)». In: W. Bublitz, M. von Roncador & H. Vater (eds.). Philology, Typology and Language Structure. Festschrift for Winfried Boeder on the Occasion of his 65th Birthday. Frankfurt a/M, etc.: Peter Lang, 2002, 137—156.
- 149. «Karachay-Balkar reciprocals». Turkic Languages, Vol. 6, 2002, No. 1, pp. 19-80.
- 150. «Yakut reciprocals». Turkic Languages, Vol. 7, 2003, No. 1, pp. 30-104.
- 151. «Kirghiz reciprocals». Turkic Languages, Vol. 7, 2003, No. 2, pp. 182—234.
- 152. «Анафорические и медиальные способы выражения реципрокального значения». В кн.: В. С. Храковский (отв. ред.). Грамматические категории: иерархии, связи, взаимодействие. Материалы международной научной конференции. 2003, 103—107.
- 153. «Взаимодействие пассива с рецессивными категориями». В кн.: А. П. Володин (отв. ред.). Типологические обоснования в грамматике. К 70-летию профессора В. С. Храковского. Москва: Studia Philologica. 2004, 338—347
- 154. «Reciprocal constructions of Turkic languages in the typological perspective», Turkic Languages, Vol. 10, 2006, No. 1, pp. 3-46.
- 155. «Заметки об основных типах полисемии реципрокальных показателей». 2007. В кн.: О. Л. Бессонова (отв. ред.). «Единицы и категории современной лингвистики». Донецк: Юго-Восток, 106—119.
- 156. «Overview of the research. Definitions of terms, framework, and related issues». (Chapter 1). In: V.P. Nedjalkov (ed.). «Reciprocal constructions» [TSL 71]. Amsterdam/Philadelphia: John Benjamins, 3-114.
- 157. «Encoding of the reciprocal meaning». (Chapter 3). Там же. Стр. 147—207.
- 158. «Polysemy of reciprocal markers» (Chapter 5). Там же. Стр. 231—333.
- 159. «Reciprocal derivation involving non-verbals» (Chapter 7). Там же. Стр. 353—377.
- 160. (Соавтор: E. Geniušienė). «Questionnaire on reciprocals» (Chapter 8). Там же. Стр. 379—434.
- 161. (Соавтор: Bјцrn Wiemer). «Reciprocal and reflexive constructions in German» (Chapter 10). Там же. Стр. 455—512.
- 162. (Соавтор: I. V. Nedjalkov). «Reciprocal, sociative, and competitive constructions in Karachay-Balkar» (Chapter 24). Там же. Стр. 969—1019.
- 163. (Соавтор: V. M. Alpatov). «Reciprocal, sociative, and competitive constructions in Japanese» (Chapter 25). Там же. Стр. 1021—1094.
- 164. (Соавтор: I. V. Nedjalkov). «Reciprocals, sociatives, comitatives, and assistives in Yakut» (Chapter 26). Там же. Стр. 1095—1161.
- 165. «Reciprocals, assistives, and plural in Kirghiz» (Chapter 28). Там же. Стр. 1231—1279.
- 166. (Соавторы: E. K. Skribnik, E. A. Kuzmenkov, N. S. Yakhontova). «Reciprocal, sociative, comitative, and assistive constructions in Buryat and Khalkha-Mongol» (Chapter 29). Там же. Стр. 1281—1348.
- 166. (Соавтор: A. K. Ogloblin). «Reciprocal constructions in Indonesian» (Chapter 33). Там же. Стр. 1437—1476.
- 167. (Соавтор: I. V. Nedjalkov). «Reciprocal and sociative constructions in Evenki (with an appendix on Manchu)» (Chapter 38). Там же. Стр. 1593—1642.
- 168. «Reciprocal constructions in Chukchi (with an appendix on Koryak)» (Chapter 40). Там же. Стр. 1677—1713.
- 169. (Соавтор: †G. A. Otaina). «Reciprocal constructions in Nivkh (Gilyak)» (Chapter 41). Там же. Стр. 1715—1747.
- 170. (Соавторы: V. M. Alpatov, A. Ju. Bugaeva). «Reciprocals and sociatives in Ainu» (Chapter 42). Там же. Стр. 1751—1822.
- 171. (Соавторы: M. Hoa, T. N. Nikitina). «Reciprocal constructions in Modern Chinese (with data from wenj(n)» (Chapter 49). Там же. 1985—2083.
- Результативные конструкции в немецком языке и типология результативов. Избранные работы. СПб.: Нестор-История, 2017. 328 с. ISBN 978-5-4469-1283-4
- Недялков В. П. Отаина Г. А. Очерки по синтаксису нивхского языка. М.: Языки славянской культуры, 2019.

### Редактирование
- 1. В. П. Недялков (отв. ред.) Типология результативных конструкций (результатив, статив, пассив, перфект). (колл. монография). Ленинград: Наука, 1983. 263 стр.
- 2. Генюшене Э. Ш. Рефлексивные глаголы в балтийских языках и типология рефлексивов. Вильнюс: Вильнюсский гос. университет. 1993. 168 стр.
- 3. В. П. Недялков (отв. ред.) Рефлексивные глаголы в индоевропейских языках. (Сборник статей) Калинин: Калининский гос. ун-т. 1985. 111 стр.
- 4. Сильницкий Г. Г. Семантические классы глаголов и английском языке. Смоленск, 1986. 112. стр.
- 5. V.P. Nedjalkov (ed.). Typology of Resultative Constructions [= Typological Studies in Language, vol. 12]. Amsterdam/Philadelphia: John Benjamins, 1988. xix+573 pp. (Перевод монографии под № 150; содержит 6 новых глав, 8 глав расширены и дополнены новым материалом).
- 6. Пименов И. Е. Типология префиксных транзитивов. Кемерово. 1989. 78 с.
- 7. Аничков И. Е. Труды по языкознанию. С.-Петербург: Наука. 1997, 510 стр.
- 8. V.P. Nedjalkov (ed.). Reciprocal Constructions [Typological Studies in Language 71]. Vols. 1-5. Amsterdam/Philadelphia: John Benjamins Publishing Company. 2007. xxiii + 2219.